# Kostel svaté Kolety (Paříž)
Kostel svaté Kolety v Buttes Chaumont (fr. Église Sainte-Colette-des-Buttes-Chaumont) je katolický farní kostel v 19. obvodu v Paříži, v ulici Allée Darius-Milhaud. Je zasvěcen svaté Koletě a pojmenován podle pomístního názvu Buttes-Chaumont. Kostel byl vystavěn v 60. letech 20. století jako součást obytného bloku domů.